# Anzcyclops silvestris
Anzcyclops silvestris is een eenoogkreeftjessoort uit de familie van de Cyclopidae. De wetenschappelijke naam van de soort is voor het eerst geldig gepubliceerd in 1958 door Harding.